# Alcaldía de Bucaramanga
El Alcalde de Bucaramanga es la máxima autoridad administrativa y política de la ciudad de Bucaramanga. Es elegido por votación popular, con el sistema de mayoría simple, para un periodo de cuatro años. El cargo durante la historia de la ciudad ha tenido una gran cantidad de modificaciones, en su denominación, en sus características y en su forma de elección.
Jaime Andrés Beltran es el actual alcalde de Bucaramanga, siendo elegido para el periodo 2024-2027.

## Alcaldes
La siguiente es una lista de personas que han ejercido la alcaldía de la ciudad colombiana de Bucaramanga:

## Gabinete Municipal
El Alcalde,  realiza el nombramiento de las personas que integran su equipo de trabajo para el desarrollo de su plan de gobierno 2012 - 2015
| Dependencia                                             | Encargado                        |
| ------------------------------------------------------- | -------------------------------- |
| Alta Consejera en Política Social                       | Martha Eugenia Jiménez de Gómez  |
| Asesor en Política Educativa                            | Maria Margarita Gómez            |
| Asesor en Política para los Institutos Descentralizados | Hernán Rodríguez Guerrero        |
| Asesor en Asuntos Internacionales                       | Juan Carlos Celis Paez           |
| Asesora en Asuntos de Gobierno                          | Tatiana Gómez Herrera            |
| Asesor para el sector Rural                             | Jesús Zapata Paez                |
| Asesora en Contingente Judicial                         | Myriam Elizabeth Riquelme Passow |
| Asesor en Asuntos de Salud                              | Salvador Rincón Santos           |
| Asesor en Participación Comunitaria                     | Rafael Horacio Nuñez Latorre     |
| Asesor en Competitividad y Desarrollo Empresarial       | Germán Granados Picon            |
| Asesor en Cultura                                       | Francisco Centeno Osma           |
| Asesor en Medio ambiente                                | Fernando Dueñez                  |
| Secretaría Jurídica                                     | Carmen Cecilia Simijaca Agudelo  |
| Secretaría Administrativa                               | Jaime Ordóñez Ordoñez            |
| Secretaría de Hacienda                                  | Martha Rosa Amira Vega Blanco    |
| Secretaría de Infraestructura                           | Clemente León Olaya              |
| Tesorería Municipal                                     | Lina Maria Manrique Duarte       |
| Secretaría de Desarrollo Social                         | Yolanda Tarazona Álvarez         |
| Secretaría de Educación                                 | Carolina Rojas Pabón             |
| Secretaría de Salud y del Ambiente                      | Claudia Mercedes Amaya Ayala     |
| Secretaría de Planeación                                | Mauricio Mejía Abello            |
| Secretaría del Interior                                 | Cesar Alfonso Parra Galvis       |
| Jefe de Control Interno                                 | Janeth Arciniegas Hernández      |

- Datos: Q5663991